# Total Security
Total Security  è una serie televisiva statunitense in 13 episodi di cui 6 trasmessi per la prima volta nel corso di una sola stagione nel 1997.

## Trama
La serie è incentrata sui casi affrontati un gruppo di investigatori privati, tra cui una ex poliziotta, un'ex militare e un genio della tecnologia, guidati da Frank Cisco. Il gruppo si caratterizza per l'uso che fa di moderne tecnologie nel campo dei sistemi di sicurezza, affronta perlopiù rapimenti e tentativi di stalking ai danni di facoltosi personaggi e offre servizi di scorta o di sorveglianza.

## Episodi
| Stagione       | Episodi | Prima TV USA |
| -------------- | ------- | ------------ |
| Prima stagione | 13      | 1997         |

## Personaggi e interpreti

### Personaggi principali
- Frank Cisco (stagione 1), interpretato da James Remar.
- Steve Wegman (stagione 1), interpretato da Jim Belushi.
- Jody Kiplinger (stagione 1), interpretato da Debrah Farentino.
È una ex poliziotta.
- Ellie Jones (stagione 1), interpretato da Tracey Needham.
- George LaSalle (stagione 1), interpretato da Bill Brochtrup.
- Neville Watson (stagione 1), interpretato da Flex Alexander.
È un ex militare.
- Luis Escobar (stagione 1), interpretato da Tony Plana.
È il gestore del Seven Palms Hotel che affida diversi casi al gruppo per conto dei suoi clienti.
- Geneva Renault (stagione 1), interpretato da Kristin Bauer van Straten.
- Robbie Rosenfeld (stagione 1), interpretato da Jason Biggs.

### Guest star
- Steve Mattila[2]
- Željko Ivanek[2]
- Michael Herney[2]
- Joan McMurtrey[2]
- Claudia Christian[2]
- Lawrence Pressman[2]
- Bruno Campos[2]
- Julianne Christie[2]
- Troy Evans[2]
- James O'Sullivan[2]
- Oliver Clark[2]
- Marlon Young[2]
- Dimitri Diatchenko[2]
- Adam Gordon[2]
- Wiley Pickett[2]
- Gretchen Palmer[2]
- Graham Beckel[2]
- Lisa Rieffel[2]
- Nathan Fillion[2]
- George Wyner[2]
- Alan Fudge[2]
- Jesse D. Goins[2]
- Rende Rae Norman[2]
- Mary-Margaret Lewis[2]
- Jim Beaver[2]
- Rick Cramer[2]
- Lisa Boyle[2]
- Cyndi Pass[2]
- Jim Swanson[2]
- Barbara Bosson[2]

## Produzione
La serie, ideata da Charles H. Eglee e Steven Bochco, è stata prodotta da 20th Century Fox Television e Steven Bochco Productions e girata negli studi della 20th Century Fox a Century City in California. Le musiche sono state composte da Mike Post. La serie è stata cancellata durante la prima televisiva sulla ABC dopo soli sei episodi.
Tra i registi sono accreditati: Joe Ann Fogle (4 episodi, 1997), Duane Clark (2 episodi, 1997), Michael Fresco (2 episodi, 1997). Tra gli sceneggiatori sono accreditati: Steven Bochco, Charles H. Eglee, Ted Mann, David Milch, Geoffrey Neigher, Doug Palau, Robert Palm, Theresa Rebeck e Nicholas Wootton.

## Distribuzione
La serie è stata trasmessa negli Stati Uniti dal 27 settembre 1997 all'8 novembre 1997 sulla rete televisiva ABC.
In Italia è stata trasmessa nel 2001 su Rete 4 con il titolo Total Security.
In Canada è stata distribuita dal 3 ottobre 1997; in Francia dal 3 aprile 1998; a Hong Kong dal 5 maggio 1998; in Svizzera dal 26 maggio 1998; in Germania dal 30 settembre 1998; in Portogallo dal 24 febbraio 1999, con il titolo di Os Vigilantes; in Svezia dal 10 gennaio 2002.